# Canale del calcio
Il canale del calcio o specificando meglio, i vari tipi di canali del calcio sono proteine integrali di membrana che formano canali ionici, che conducono i cationi del calcio attraverso la membrana plasmatica delle cellule. Vengono classificati in base all'innesco (trigger) che apre il canale per questi ioni, ad esempio sia un cambiamento della tensione (canali del calcio tensione-dipendenti), sia il legame di una sostanza (un ligando) al canale (canali del calcio ligando-dipendenti).
Durante il plateau del potenziale d'azione (la cosiddetta fase 2, che segue la ripolarizzazione precoce e precede la fase di ripolarizzazione finale) lo ione Ca2+ penetra nella cellula per mezzo dei canali del calcio, i quali si caratterizzano per la peculiarità di attivarsi ed inattivarsi in modo decisamente più lento rispetto ai canali del Na+. Questi canali sono regolati dalla tensione: si attivano infatti allorché nella fase d'incremento del potenziale di azione il potenziale di riposo della membrana diviene meno negativo.
Studi effettuati sulle cellule del muscolo cardiaco hanno permesso di identificare due tipi di canali del Ca2+: il tipo L ed il tipo T.

Canali di tipo T (transient): la loro attivazione avviene quando il potenziale è molto negativo (intorno ad un potenziale di -70mV). Si inattivano molto più rapidamente rispetto al tipo L e la loro frequenza a livello delle cellule miocardiche è decisamente più scarsa.

Canali di tipo L (long lasting): chiamati così perché una volta attivati si richiudono con lentezza e forniscono un flusso di Ca2+ che perdura nel tempo. Sono i canali del calcio maggiormente diffusi nel miocardio, la loro attivazione avviene nella fase ascendente del potenziale d'azione, quando il potenziale raggiunge approssimativamente un valore di -20mV.

Da un punto di vista farmacologico i canali di tipo L sono particolarmente importanti in quanto i farmaci calcio antagonisti (ad esempio nifedipina, amlodipina, lacidipina, verapamil, diltiazem ed altri) agiscono proprio determinando un loro blocco selettivo.

## Canali del calcio tensione-dipendenti
| Tipo          | Tensione             | Proteina                    | Gene                            | Localizzazione                                                                                  | Funzione                                               |
| Tipo L        | alta tensione        | Cav1.1 Cav1.2 Cav1.3 Cav1.4 | CACNA1S CACNA1C CACNA1D CACNA1F | Muscolo scheletrico, ossa (osteoblasti), miociti ventricolari**, dendriti dei neuroni corticali | contrazione del muscolo liscio e del muscolo cardiaco. |
| Tipo P/Tipo Q | alto voltaggio       | Cav2.1                      | CACNA1A                         | neuroni Purkinje nel cervelletto                                                                | rilascio di neurotrasmettitore                         |
| Tipo N        | alto voltaggio       | Cav2.2                      | CACNA1B                         | cervello                                                                                        | rilascio di neurotrasmettitore                         |
| Tipo R        | voltaggio intermedio | Cav2.3                      | CACNA1E                         | cervelletto                                                                                     | ?                                                      |
| Tipo T        | basso voltaggio      | Cav3.1 Cav3.2 Cav3.3        | CACNA1G CACNA1H CACNA1I         | neuroni, cellule con attività pacemaker, ossa (osteociti)                                       | Regolarità del nodo seno atriale                       |

## Canali del calcio ligando-dipendenti
| Tipo                      | Ligando | Gene                | Localizzazione                                   | Funzione                                            |
| IP3 receptor              | IP3 | ITPR1, ITPR2, ITPR3 | reticolo endoplasmatico/reticolo sarcoplasmatico | Rilascio di calcio dai reticoli in resposta all'IP3 |
| recettore della rianodine | recettore della diidropiridina nei tubuli T ed aumento intracellulare di calcio (Calcium Induced Calcium Release - CICR) | RYR1, RYR2, RYR3    | reticolo endoplasmatico/reticolo sarcoplasmatico | miociti                                             |
| Canali a due pori         | |                     |                                                  |                                                     |
| CatSper                   | |                     |                                                  |                                                     |
| store-operated channels   | indirettamente dalla deplezione del calcio dal reticolo endoplasmatico/reticolo sarcoplasmatico                          | ORAI1, ORAI2, ORAI3 | membrana plasmatica                              |                                                     |